# Transformatorenstation Cracau

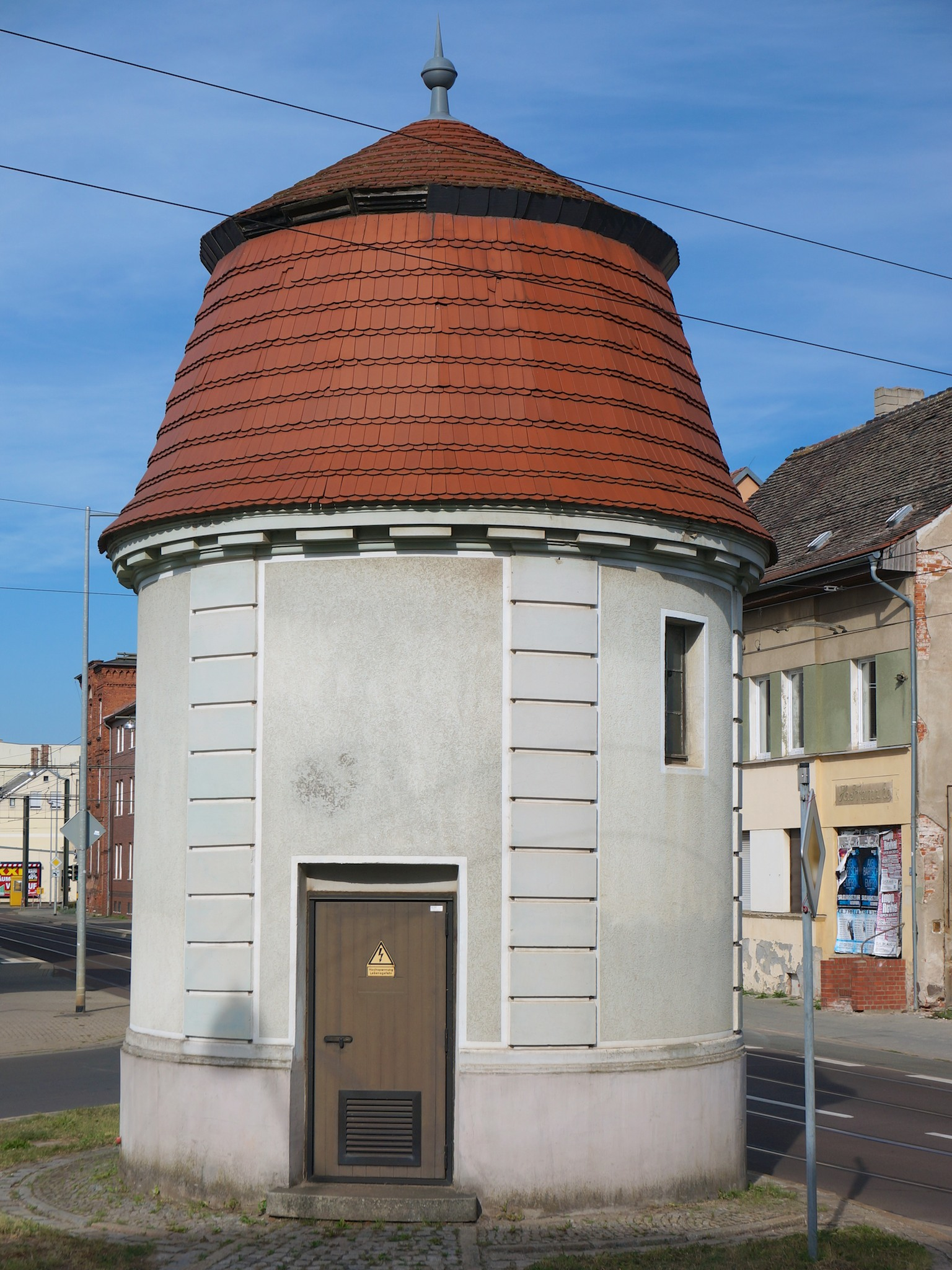
Transformatorenstation Cracau

Die Transformatorenstation Cracau ist eine unter Denkmalschutz stehende Transformatorenstation im Magdeburger Stadtteil Cracau. Im örtlichen Denkmalverzeichnis ist sie seit dem 12. Oktober 1994 unter der Erfassungsnummer 094 82493 als Baudenkmal verzeichnet.
Die Transformatorenstation wurde 1910 im Auftrag des Magdeburger Elektrizitätswerkes errichtet. Es handelt sich um ein pavillonartigen Putzbau im Heimatschutzstil mit einem runden Grundriss und einem Mansarddach. Die Transformatorenstation steht auf einer Verkehrsinsel an der Kreuzung der Pfeifferstraße, Babelsberger Straße und Seestraße in Magdeburg. Stadtgeschichtlich von Bedeutung als ein Zeugnis des flächendeckenden Ausbaus des öffentlichen Stromnetzes der Stadt.